# Corticattus
Corticattus là một chi nhện trong họ Salticidae.